# جام برندگان جام آسیا ۹۵–۱۹۹۴
جام برندگان جام آسیا ۹۵–۱۹۹۴ پنجمین دورهٔ مسابقات جام برندگان جام آسیا که توسط کنفدراسیون فوتبال آسیا برگزار شد.
تیم یوکوهاما فلگلز نماینده ژاپن برای اولین بار قهرمان این دوره از رقابت‌ها شد و همچنین به مسابقات سوپر جام آسیا ۱۹۹۵ راه پیدا کرد.

## مرحله مقدماتی

### منطقه مرکزی
| تیم        | بازی | برد | مساوی | باخت | زده | خورده | تفاضل | امتیاز |
| ---------- | ---- | --- | ----- | ---- | --- | ----- | ----- | ------ |
| طراز       | ۴    | ۴   | ۰     | ۰    | ۲۷  | ۳     | +۲۴   | ۱۲     |
| پاختاکور   | ۴    | ۳   | ۰     | ۱    | ۱۹  | ۴     | +۱۵   | ۹      |
| مرو ماری   | ۴    | ۲   | ۰     | ۲    | ۵   | ۱۳    | −۸    | ۶      |
| روشن کولاب | ۴    | ۱   | ۰     | ۳    | ۳   | ۱۹    | −۱۶   | ۳      |
| آلای اوش   | ۴    | ۰   | ۰     | ۴    | ۳   | ۱۸    | −۱۵   | ۰      |

| ۲۵ ژوئیه ۱۹۹۴ | روشن کولاب | ۰–۱۰ | پاختاکور   | طراز، قزاقستان |
| ۲۵ ژوئیه ۱۹۹۴ | طراز       | ۸–۱  | آلای اوش   | طراز، قزاقستان |
| ۲۷ ژوئیه ۱۹۹۴ | آلای اوش   | ۱–۳  | مرو ماری   | طراز، قزاقستان |
| ۲۷ ژوئیه ۱۹۹۴ | طراز       | ۳–۰  | پاختاکور   | طراز، قزاقستان |
| ۲۹ ژوئیه ۱۹۹۴ | پاختاکور   | ۵–۱  | آلای اوش   | طراز، قزاقستان |
| ۲۹ ژوئیه ۱۹۹۴ | مرو ماری   | ۱–۰  | روشن کولاب | طراز، قزاقستان |
| ۳۱ ژوئیه ۱۹۹۴ | پاختاکور   | ۴–۰  | مرو ماری   | طراز، قزاقستان |
| ۳۱ ژوئیه ۱۹۹۴ | طراز       | ۸–۱  | روشن کولاب | طراز، قزاقستان |
| ۲ اوت ۱۹۹۴    | آلای اوش   | ۰–۲  | روشن کولاب | طراز، قزاقستان |
| ۲ اوت ۱۹۹۴    | مرو ماری   | ۱–۸  | طراز       | طراز، قزاقستان |

### منطقه شرق
| تیم        | بازی | برد | مساوی | باخت | زده | خورده | تفاضل | امتیاز |
| ---------- | ---- | --- | ----- | ---- | --- | ----- | ----- | ------ |
| رنوون      | ۱    | ۱   | ۰     | ۰    | ۲   | ۱     | +۱    | ۲ ۱    |
| بنگال شرقی | ۲    | ۱   | ۰     | ۱    | ۵   | ۲     | +۳    | ۲      |
| لاگونز     | ۱    | ۰   | ۰     | ۱    | ۰   | ۴     | −۴    | ۰ ۱    |

۱ یک نتیجه گم شد (رنوا برد یا مساوی کرد و صدرنشین گروه شد.);

نماینده سری‌لانکا (رتنام) انصراف داد.
| ۳ اوت ۱۹۹۴ | رنوون      | unk | لاگونز     | کلمبو، سری لانکا |
| ۵ اوت ۱۹۹۴ | بنگال شرقی | ۴–۰ | لاگونز     | کلمبو، سری لانکا |
| ۷ اوت ۱۹۹۴ | رنوون      | ۲–۱ | بنگال شرقی | کلمبو، سری لانکا |

## مرحله اول

### منطقه غرب
| تیم ۱       | نتیجه نهایی | تیم ۲   | بازی رفت | بازی برگشت |
| ----------- | ----------- | ------- | -------- | ---------- |
| القادسیه    | ۲–۱         | العروبه | ۲–۰      | ۰–۱        |
| الفیصلی     | برگزار نشد۱ | التلال  |          |            |
| المحرق      | استراحت     |         |          |            |
| الاتحاد     | استراحت     |         |          |            |
| السد        | استراحت     |         |          |            |
| البرج       | استراحت     |         |          |            |
| الشعب       | استراحت     |         |          |            |
| جنوب اهواز۲ | استراحت     |         |          |            |
| طراز        | استراحت     |         |          |            |

۱ التلال انصراف داد

۲ جنوب اهواز همچنین با نام‌های آب و خاک جنوب و نورد لوله ذکر شده است که هر دو به نام اسپانسر اشاره می کنند.

### منطقه شرق
| تیم ۱            | نتیجه نهایی | تیم ۲                                  | بازی رفت | بازی برگشت |
| ---------------- | ----------- | -------------------------------------- | -------- | ---------- |
| سازمان تلفن      | برگزار نشد۱ | بنگال شرقی                             | ۴–۱      |            |
| کوالالامپور      | ۷–۱         | شورای ورزشی نیروهای مسلح سلطنتی برونئی | ۵–۱      | ۲–۰        |
| رنوون۲           | استراحت     |                                        |          |            |
| اینستنت دیکت     | استراحت     |                                        |          |            |
| گلورا دواتا      | استراحت     |                                        |          |            |
| کوانگ نام دانانگ | استراحت     |                                        |          |            |
| یوکوهاما فلگلز   | استراحت     |                                        |          |            |

۱ بنگال شرقی بعد از بازی اول انصراف داد.

۲ نماینده سری لانکا به عنوان رتنام هم لیست شده بود.

## مرحله دوم

### منطقه غرب
| تیم ۱      | نتیجه نهایی | تیم ۲    | بازی رفت | بازی برگشت |
| ---------- | ----------- | -------- | -------- | ---------- |
| المحرق     | ۲–۶         | الاتحاد  | ۱–۳      | ۱–۳        |
| السد       | برگزار نشد۱ | القادسیه | ۲–۰      |            |
| البرج      | ۱–۵         | الشعب    | ۰–۱      | ۱–۴        |
| جنوب اهواز | ۱–۱ (۵–۴پ)  | طراز     | ۱–۰      | ۰–۱        |

۱ القادسیه بعد از بازی اول انصراف داد.

### منطقه شرق
| تیم ۱          | نتیجه نهایی | تیم ۲            | بازی رفت | بازی برگشت |
| -------------- | ----------- | ---------------- | -------- | ---------- |
| رنوون          | ۰–۶         | اینستنت دیکت     | ۰–۲      | ۰–۴        |
| کوالالامپور    | برگزار نشد۱ | گلورا دواتا      | ۲–۱      | ۰–۲        |
| سازمان تلفن    | ۸–۲         | کوانگ نام دانانگ | ۵–۲      | ۳–۰        |
| یوکوهاما فلگلز | استراحت۲    |                  |          |            |

۱ گلورا دواتا به دلیل جذب دو بازیکن غیرمجاز رد صلاحیت شد.

۲ بنگال شرقی انصراف داد.

## یک‌چهارم نهایی

### منطقه غرب
| تیم ۱   | نتیجه نهایی | تیم ۲      | بازی رفت | بازی برگشت |
| ------- | ----------- | ---------- | -------- | ---------- |
| الاتحاد | ۲–۰         | السد       | ۰–۰      | ۲–۰        |
| الشعب   | ۱–۱ (گ.ز.)  | جنوب اهواز | ۰–۰      | ۱–۱        |

### منطقه شرق
| تیم ۱        | نتیجه نهایی | تیم ۲          | بازی رفت | بازی برگشت |
| ------------ | ----------- | -------------- | -------- | ---------- |
| اینستنت دیکت | ۳–۴         | یوکوهاما فلگلز | ۲–۱      | ۱–۳        |
| سازمان تلفن  | ۵–۳ (و.ا.)  | کوالالامپور    | ۲–۱      | ۳–۲        |

## نیمه نهایی
| تیم ۱          | نتیجه      | تیم ۲       |
| -------------- | ---------- | ----------- |
| یوکوهاما فلگلز | ۴–۲        | سازمان تلفن |
| الشعب          | ۱–۱ (۴–۳پ) | الاتحاد     |

## رده‌بندی
| تیم ۱   | نتیجه      | تیم ۲       |
| ------- | ---------- | ----------- |
| الاتحاد | ۱–۱ (۴–۲پ) | سازمان تلفن |

## فینال
| تیم ۱          | نتیجه | تیم ۲ |
| -------------- | ----- | ----- |
| یوکوهاما فلگلز | ۲–۱   | الشعب |

## قهرمان
| قهرمان جام برندگان جام آسیا ۹۵–۱۹۹۴ |
| ----------------------------------- |
| یوکوهاما فلگلز                      |
| اولین قهرمانی                       |